# 顿河彼岸之战

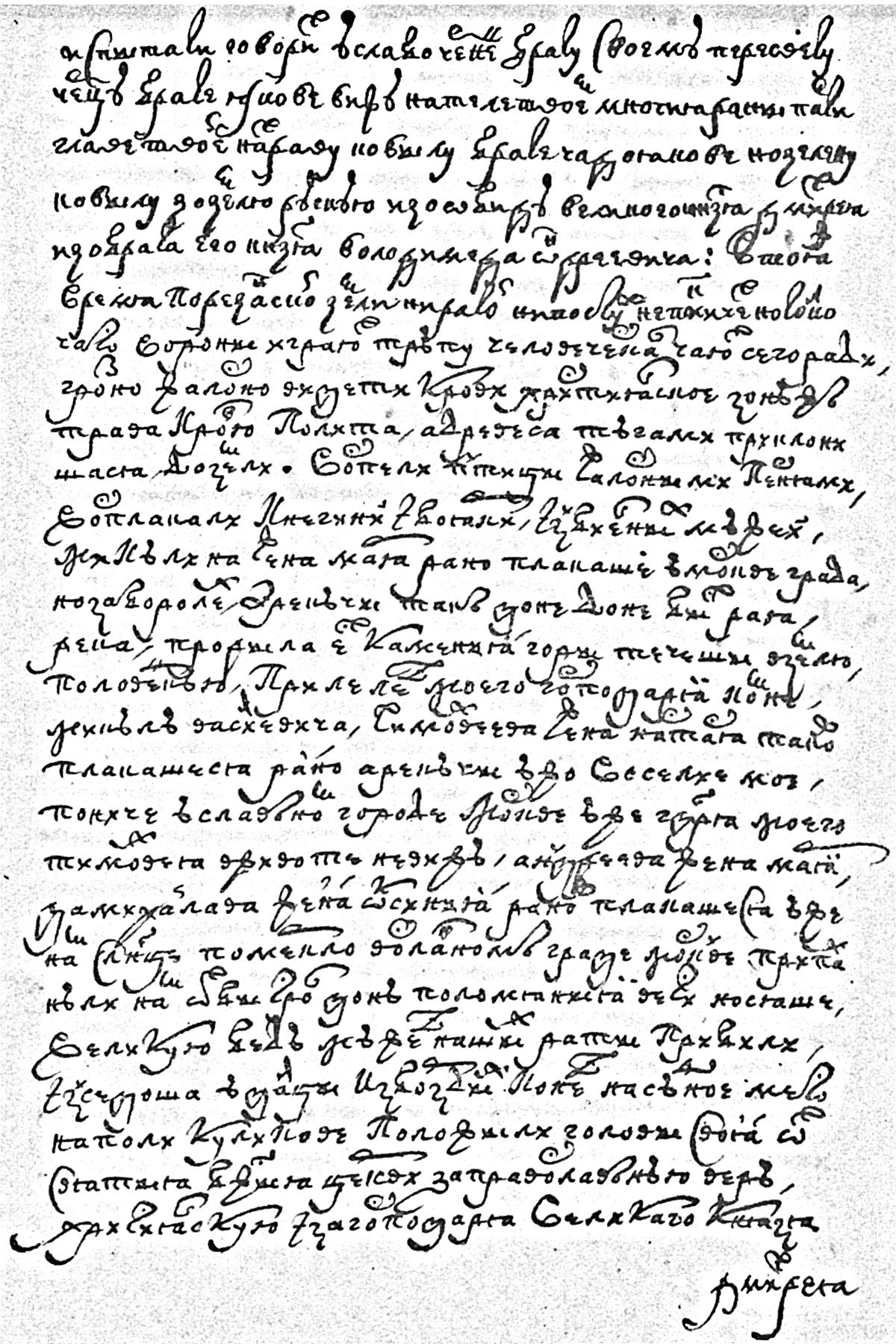
俄罗斯国家历史博物馆教会藏品

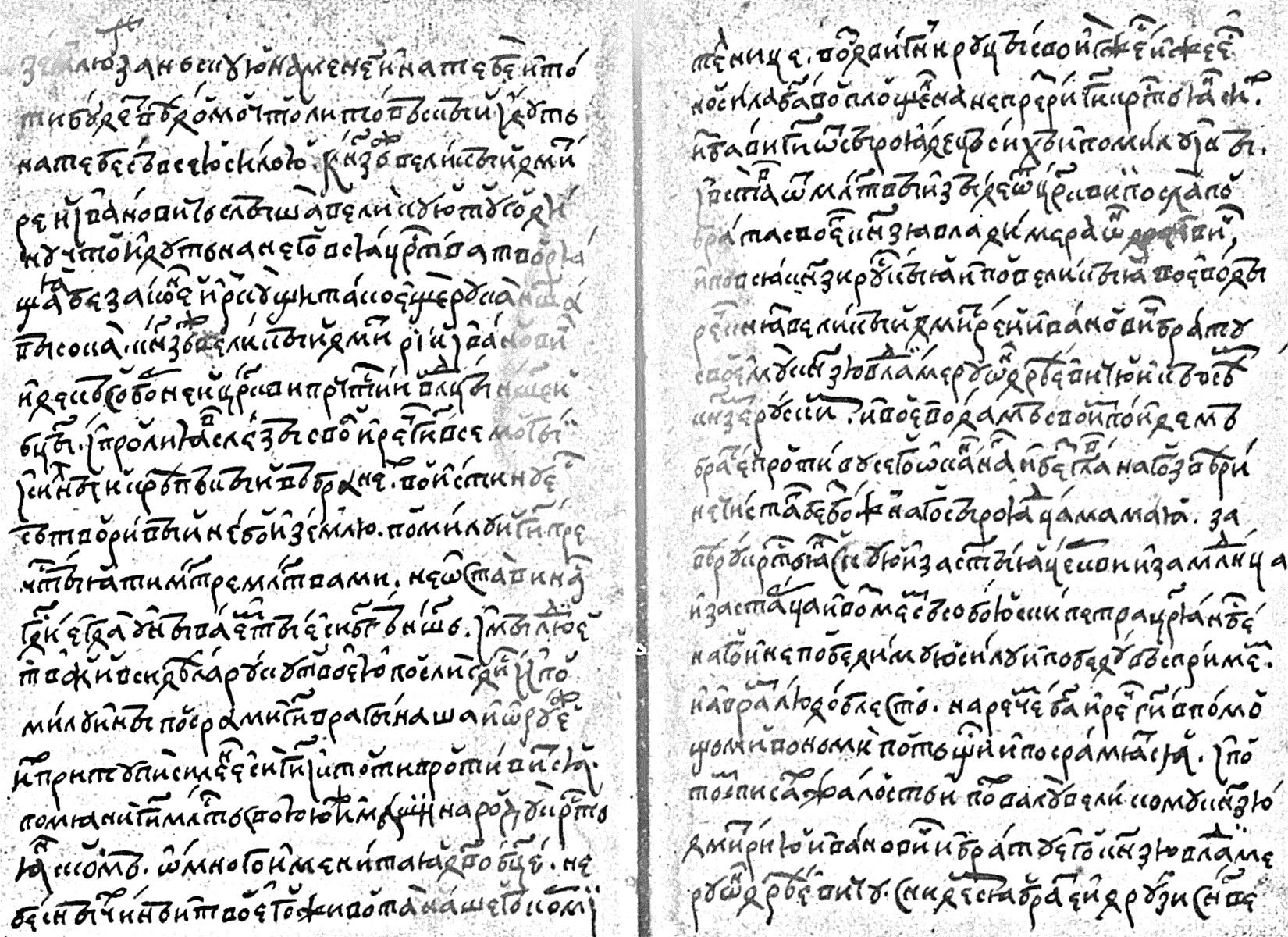
俄罗斯国家历史博物馆藏品（一）

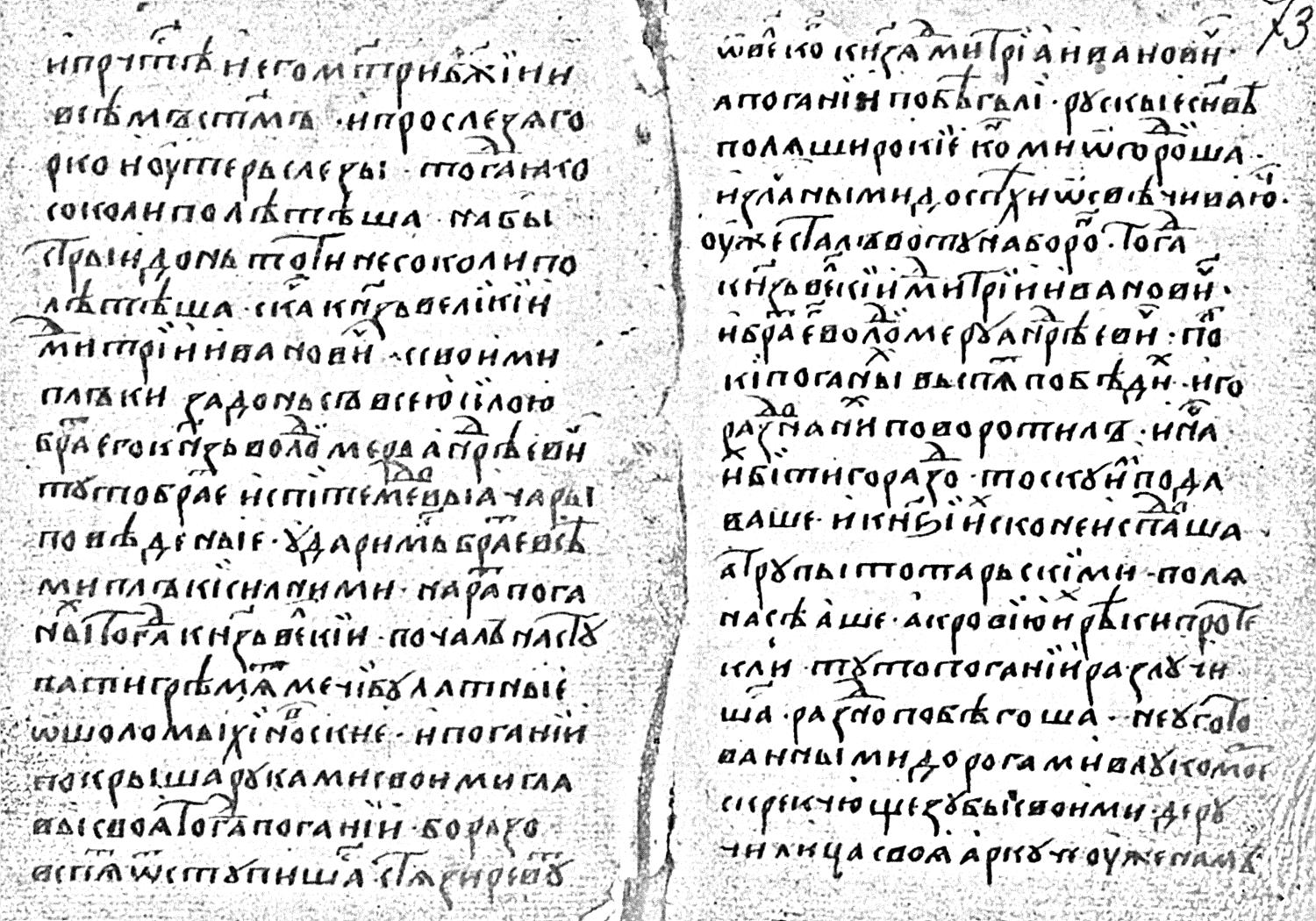
俄罗斯国家历史博物馆藏品（二）

《顿河彼岸之战》（俄语：Задо́нщина）是十四世纪末到十五世纪初古罗斯的历史文献。它记述了莫斯科大公德米特里·伊万诺维奇和他堂兄弟弗拉基米尔·安德烈耶维奇的领导罗斯军队在库利科沃大会战击败金帐汗国马麦的军队的故事。

## 考据
在手稿上记有标题：《德米特里·伊万诺维奇大公和他兄弟弗拉基米尔·安德烈耶维奇公爵在顿河彼岸之役》、《德米特里·伊万诺维奇大公和他兄弟弗拉基米尔·安德烈耶维奇公爵击败马麦王记》。该文献十七世纪的版本首次在1852由乌·米·温多里斯基出版。学者们把它看作是对《伊戈尔远征记》的仿作，文中的一些表达方式、整句都是按《远征记》的文法进行改编的或者直接借鉴过来的，以记述罗斯军队在库利科沃与鞑靼人的战斗。
现存全部六个版本的表述出入很大，很难还原文献确切的原貌，留存的版本之间的联系不完全明确。研究者们对基里尔·别洛泽尔斯基修道院版本其中的简短记述是最初版本还是后来缩短的版本有争议。

## 年份确定
顿河之战或称马麦之战（库利科沃大会战一词首次在卡拉姆津1817年出版的著作《俄罗斯国家史》中出现，后才才被用于文学著作中）发生在1817年顿河和涅普里亚德瓦河（按谢·尼·阿兹别列夫教授的最新研究，它的源头是沃洛沃湖）之间的库利科沃平原上。
顿河彼岸之战的确切成书日期已不可考。但学界推断，普遍认为最早的版本——基里尔·别洛泽尔斯基修道院版本成书于大战期间到十五世纪末之间的时期。

## 和《伊戈尔远征记》的关系
斯拉夫学学家路易斯·莱格在十九世纪末提出了一个猜测，依他之见，《远征记》才是故弄玄虚者仿《顿河彼岸之战》的著作（而非主流观点认为后者仿前者），因为二者有相当的联系，且怀疑有其合理性，《远征记》伪作论的支持者都接受路易斯的观点。
后来语言学学者罗·奥·雅各布森、列·阿·布拉霍夫斯基和其他学者证实，其相比《远征记》在文法上有更多新特征。安·阿·扎利兹尼亚克论证了《顿河彼岸之战》中区别于远征记的部分在语法形态上有很大出入（《远征记》同）。

## 延伸阅读
- 马麦战役的传说 （页面存档备份，存于）
- 顿河彼岸之战（正文） （页面存档备份，存于）
- 用现代西里尔字母音译的古俄语文本